# 銀象嵌銘大刀
銀象嵌銘大刀（ぎんぞうがんめいたち）は、1873年に熊本県玉名郡和水町の江田船山古墳から出土した、銀象嵌による75文字の銘文が刻まれた大刀（直刀）である。発掘後、他の副葬品とともに博覧会事務局に買い上げられ、現在は博覧会事務局の後身にあたる東京国立博物館が所蔵している。製作は5世紀後半から6世紀初頭であると考えられ、埼玉県行田市の稲荷山古墳から出土した金錯銘鉄剣とともに、銘文は古代日本の数少ない文献資料であり、日本において表記や表現をするために文字の使用が始まっていたことを示している。また銀象嵌銘大刀の銘文には作刀方法に関する記述があり、古代の技術について知ることができるため技術史的にも重要な資料である。
銀象嵌銘大刀を始めとする江田船山古墳の出土品は、古墳からの代表的な出土品として古墳時代の研究に多大な寄与をしてきていることが評価され、1964年に重要文化財、翌1965年には国宝に指定された。

## 形態

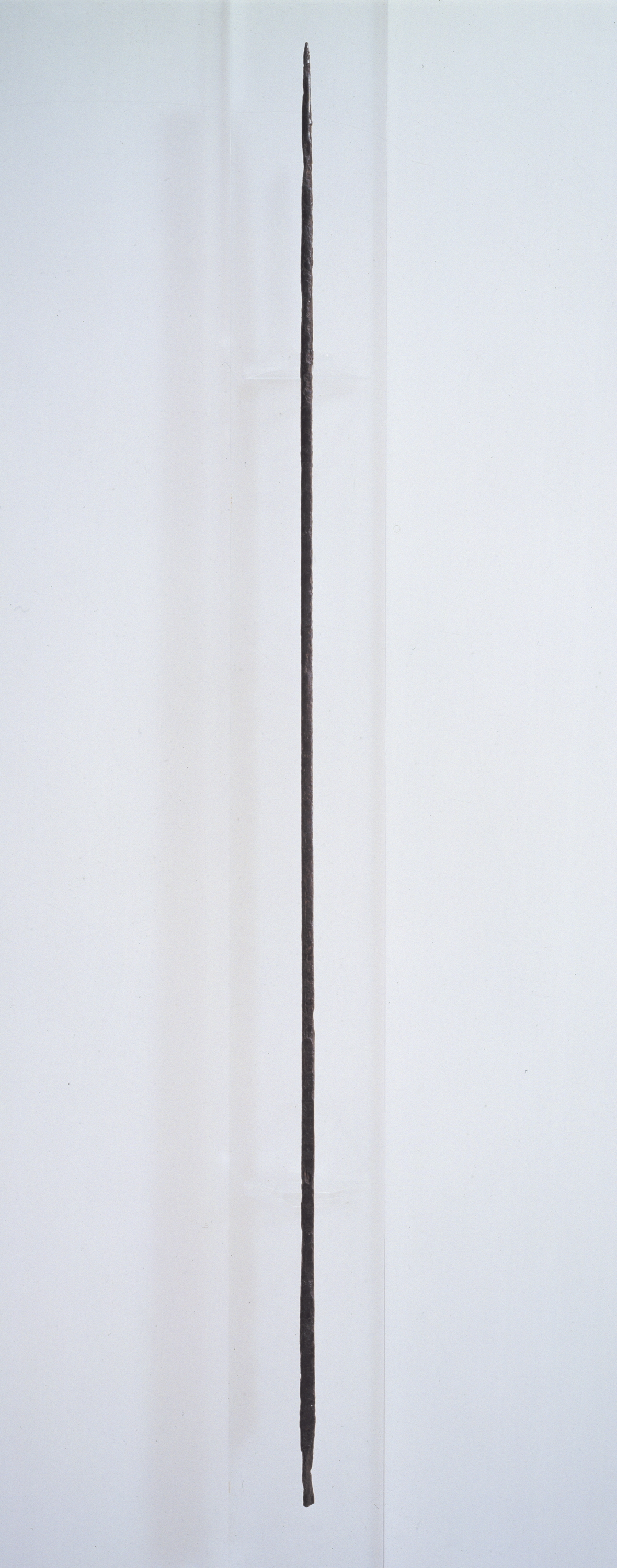
銀象嵌による75文字が刻まれている銀象嵌銘大刀の棟

銀象嵌銘大刀は大刀の形態としては直刀であり、茎の部分は大半が失われている。現存の状態での全長は90.9センチメートル、刀身部の全長は85.3センチメートル、刀身部の最大幅は4.0センチメートル、刀身の厚み（棟幅）0.8センチメートル、現存している茎の長さは約6センチメートル、総重量は1975グラムである。刀身の特徴として古墳から出土する刀剣類の中でも大型であり、刀身の幅も広いことが挙げられる。なお錆の状態は安定していて刀身の保存状態は良好であるが、切先部には欠損がみられ、刃の部分は著しく刃こぼれを起こしている。刀身の切先寄りと茎には木質の付着がみられ、銀象嵌銘大刀には木製の鞘と柄があったものと考えられている。

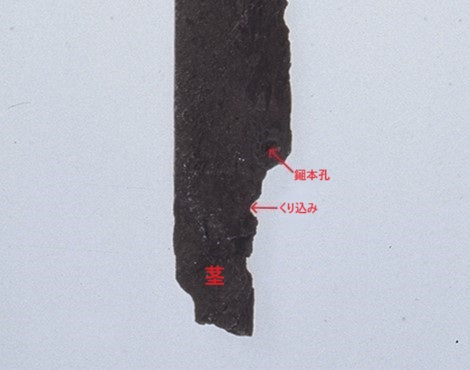
銀象嵌銘大刀のくり込みと鎺本孔。鎺本孔に部分には花の文様が銀象嵌で描かれている。

江田船山古墳からは合計14本の大刀が出土していて、銀象嵌銘大刀と同タイプのものと考えられる直刀が2本出土している。同タイプの直刀の形態から銀象嵌銘大刀の茎には目釘孔が3つ開けられていたものと見られている。茎部の刀身に近い部分には半円形に小さく抉られたくり込みがあり、同型の直刀2本も同じ箇所に方形の小さく抉られたくり込みが見られる。また鎺（はばき）の部分には刀身の半ばまで掘られた鎺本孔があり、孔の周囲は12弁の花の文様が銀象嵌されている。同型の直刀2本にも鎺本孔があり、こちらは刀身を貫通している。茎部の刀身近くのくり込みや鎺本孔があることから、実用性や大刀を外装した状態を想定すると銀象嵌銘大刀は儀仗用の性格が強い直刀であったと見られている。
刀身の切先から根元にかけての棟の部分には、銀象嵌による75文字の銘文がある。象嵌自体が脱落してしまっている部分があるため、銘文中には読めない部分や読みにくい文字もある。刀身の棟幅は先端部が細い以外、約0.8センチメートルでほぼ一定であり、そこに字の縦の長さ最小1.88ミリメートル、最大9.25ミリメートル、横幅は最小3.75ミリメートル、最大で6.31ミリメートルの漢字が刻まれている。字の大きさは均一ではなく、特に銘文の最終部に当たる71から75字目の文字が大きくなっている。漢字の書体は隷書と楷書が混交していると考えられている。また銀線の幅は字によって違いはあるものの約0.3ミリメートルから約0.5ミリメートルである。
1993年に実施された修理保存事業の際に、東野治之により釈読された銘文は
となっている。ただし引用元では、4文字目「獲」は「⺾」の無い異体字、()内の字は□に対するルビ書きで示されている。なおこの釈読には批判もあり、読めない字が存在し、難解な部分もあって釈読は確定していない。
前述のように鎺本孔の部分には12弁の花の文様が銀象嵌によって施されていて、花の文様から切先側には全長約3.95センチメートルの馬の銀象嵌による文様がある。そして馬の象嵌から見て刀身の反対側には鳥と魚の銀象嵌による文様が施されている。鳥の文様は全長約3.55センチメートル、魚の文様は全長約3.25センチメートルである。また馬、鳥と魚の文様は刀身表裏のちょうど同じ場所に施されていて、作成前に丁寧な割付作業が行われたと考えられている。

## 江田船山古墳

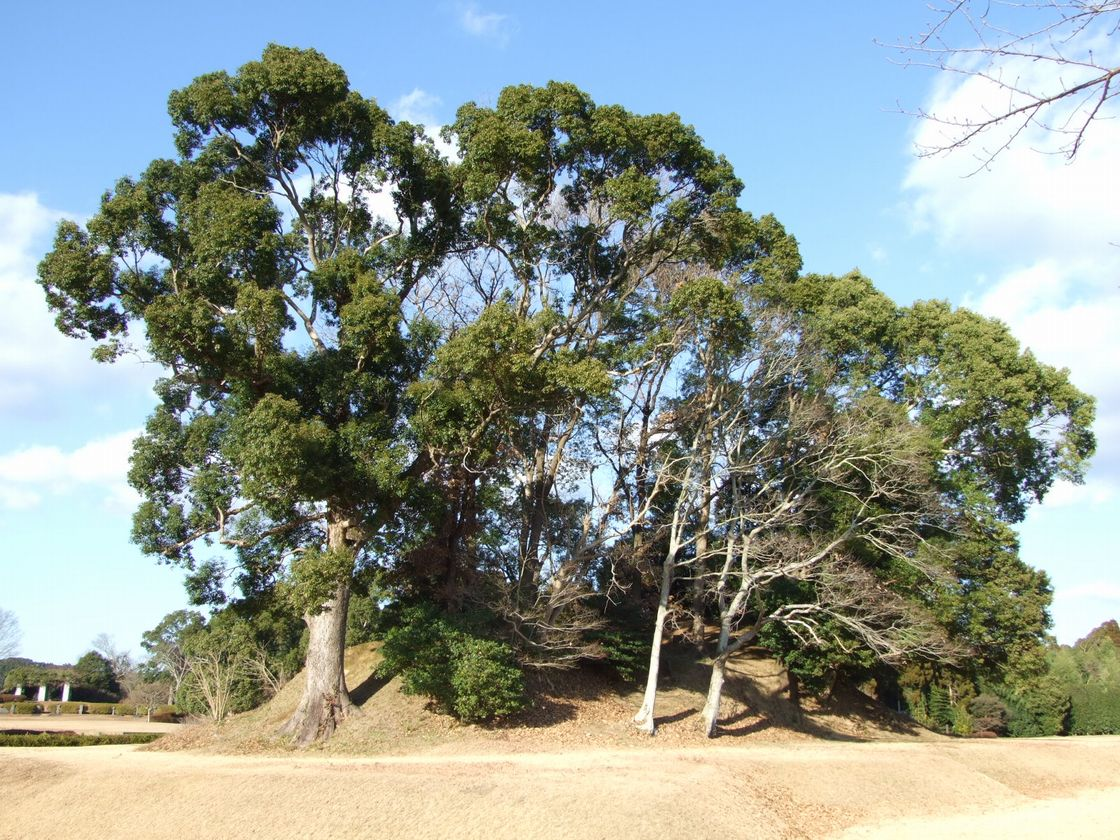
江田船山古墳

銀象嵌銘大刀が出土した江田船山古墳は熊本県玉名郡和水町にある前方後円墳である。和水町の菊池川東岸の清原（せいばる）台地上には3基の前方後円墳と1基の円墳から構成される清原古墳群があり、江田船山古墳は清原古墳群の古墳のひとつである。なお清原古墳群は5世紀半ば頃から6世紀初頭にかけて築造されたと考えられており、江田船山古墳は3基の前方後円墳の中で2番目に築造されたとみられている。古墳の規模は墳丘長約62メートル、前方部の幅約40メートル、後円部の幅約41メートルであり、墳丘を約7.5メートルの周溝が巡っている。
埋葬施設として後円部中央に家形石棺があり、現状では墳丘北側のくびれ部分に開口している。江田船山古墳は石室を持たず家形石棺が直葬されており、石棺の横面には入口が設けられ、扉石で入口を閉じるようになっていて追葬が可能な石棺である。家形石棺の中から銀象嵌銘大刀を始めとする多くの副葬品が出土した。
副葬品の中には製作年代が異なるとみられるものがあり、また6体の人骨が埋葬されていたとの言い伝えもあり、追葬が可能な家形石棺に複数回の埋葬が行われたと考えられている。後述のように1873年の出土後、副葬品は散逸を免れて保存された。しかし出土時の詳細な状況がわからず、出土状況から副葬品を被葬者や年代ごとに区分する手がかりが得られないため、評価が困難になっている。銀象嵌銘大刀も初葬時に副葬されたものであるのか、追葬時のものであるのかについての議論が続いている。なお、副葬品の内容から被葬者は朝鮮半島と深い繋がりがあると推定されており、中でも百済との密接な関係があったことが指摘されている。

### 江田船山古墳出土の大刀

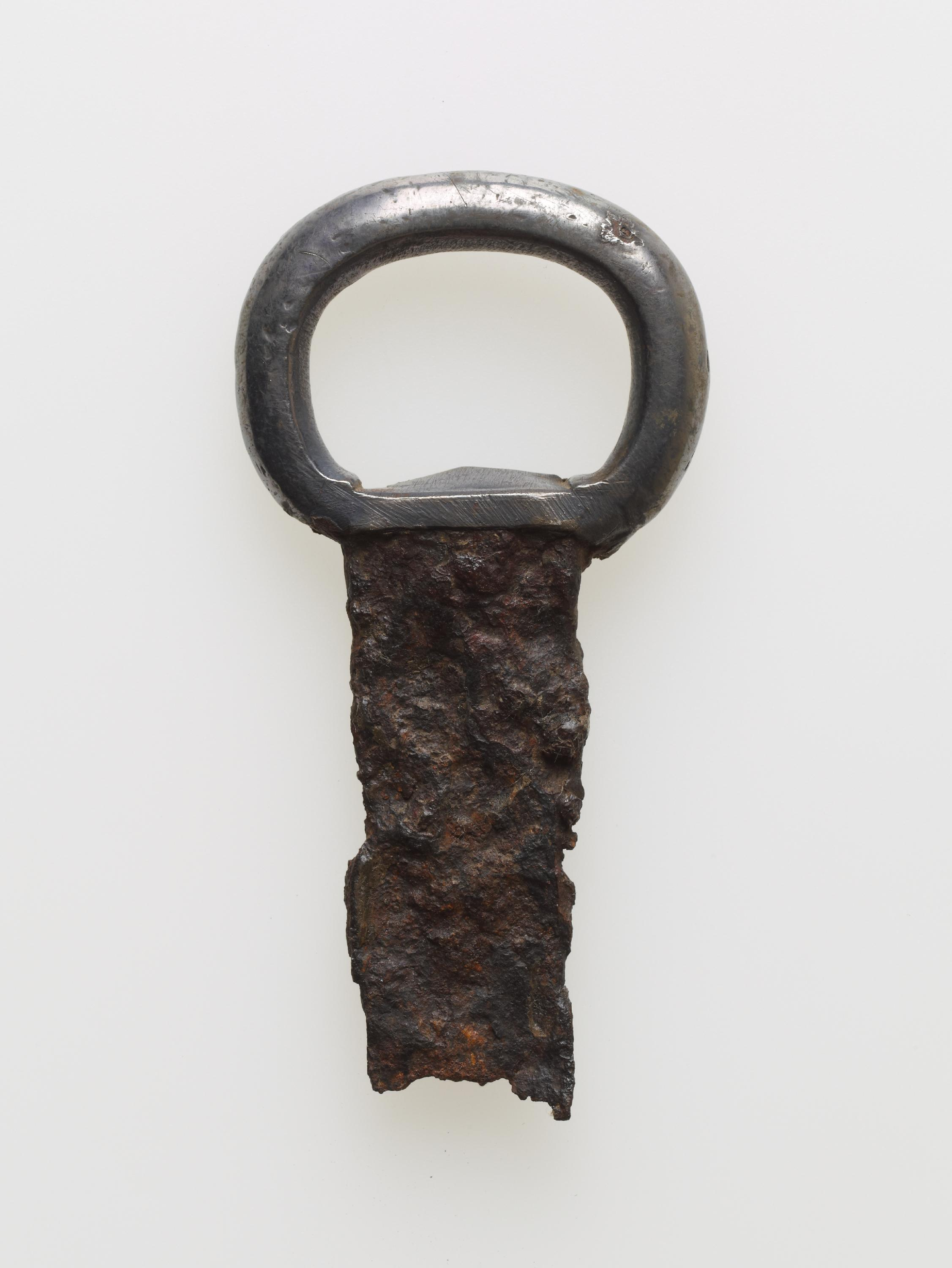
銀装環頭大刀の環頭部

江田船山古墳からは前述のように14本の大刀が出土しており、うち銀象嵌銘大刀を含む3本は同タイプのものとみられている。この3本は形態的に類似点が多く、同一時期に同一の工房で作られたものであると考えられている。他の大刀の中には銀を環頭に被せた銀装環頭大刀、銀象嵌で環頭に龍の模様を刻んだ金銀装龍文環頭大刀の2本の装飾大刀がある。これまでの研究では銀装環頭大刀、金銀装龍文環頭大刀が古く、銀象嵌銘大刀など3本の同タイプの大刀が新しいと考えられていたが、最近の研究ではむしろ銀象嵌銘大刀などの方が古く、銀装環頭大刀、金銀装龍文環頭大刀の方が新しく、6世紀代のものなのではとの説が出されている。他の9本の大刀は細身の刀身で、しっかりとした造りの茎を持つタイプの大刀である。

## 発掘と収蔵の経緯

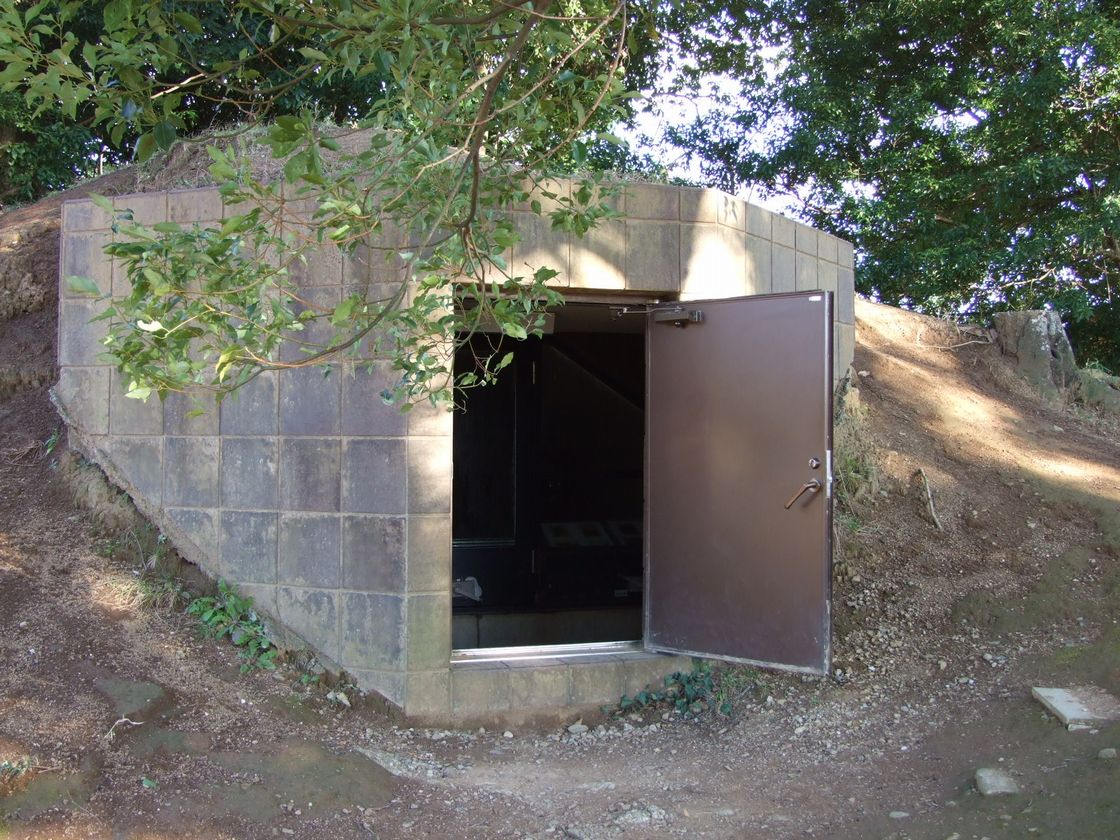
江田船山古墳の家形石棺入口

銀象嵌銘大刀が発掘されたのは1873年1月4日のことと伝えられている。現地での言い伝え、そして白川県から司法省に報告された公文書によれば、1873年1月1日未明、玉名郡内田郷江田村に住む池田佐十の初夢に神が現れて、池田佐十の所有地である山を掘れば宝物が出てくるとのお告げがあったため、1月4日になって掘ってみたところ石棺が現れ、石棺の入口を開けると数多くの宝器が出てきた。
池田佐十は石棺内から取り出した宝器を白川県庁に提出した。明治維新後、新たに制定された遺失物に関する法律によれば、埋蔵物を取得した場合にはまず官庁に提出し、その上で地主と折半する規定となっていた。しかし白川県は内容的に明らかに古い時代の遺物であり、民間の所有に任せられるものではないと判断したため、処理方法を司法省に伺いを立てることにした。なおこの司法省への伺いの時点で、取り出された遺物の中に棟の部分に約70の小さな文字が刻まれた太刀、すなわち銀象嵌銘大刀のことが報告されている。
結局、江田船山古墳から掘り出された遺物は大蔵省に差し出されることになった。1873年5月に大蔵省の指示により博覧会事務局に提出され、6月29日には博覧会事務局が80円で買い上げる手続きを行った。この結果、遺物は散逸することなく博覧会事務局の後進となる帝室博物館の所蔵となり、東京国立博物館に引き継がれることになった。その後、江田船山古墳から出土した副葬品は一括して1964年に重要文化財、翌1965年には国宝に指定された。江田船山古墳出土の副葬品は盗掘や散逸することなく一括して保存され、銘文が刻まれた銀象嵌銘大刀もそのまま出土しており、古墳からの代表的な出土品として古墳時代研究に多大な寄与をしてきていることが評価され、国宝に指定されることになった。

## 戦前の研究史
東京国立博物館所蔵の資料の中に、「明治25年（1892年）検査」のラベルが添付されている、「肥後國玉名郡内田郷江田村掘出古刀銘」と題した銀象嵌銘大刀の刀身と棟の拓本がある。棟の拓本には銘文のうち68文字が写し取られている。この拓本では銘文の冒頭を「鹵大王世」と釈読している。この「鹵大王世」という釈読が、銀象嵌銘大刀に記された大王は百済の蓋鹵王であるとの説が出されるきっかけとなったとの説がある。
1898年、福原岱郎は銀象嵌銘大刀は雄略天皇の時代に朝鮮半島からもたらされたものであり、馬の文様はペガサスであると主張した。銀象嵌銘大刀は雄略天皇の時代に朝鮮半島からもたらされたとの主張は、大王とは百済の蓋鹵王であると判断したことによるものと考えられる。1899年、若林勝邦は銀象嵌銘大刀の銀象嵌による馬と花の文様を紹介し、刀身の反対側にも銀象嵌の痕跡があることを指摘したが、後にX線透過撮影により鳥と魚の銀象嵌が確認されるまでこの指摘は顧みられなかった。また、棟の部分の銘文に関しては66文字があり、金石文の重要資料であると紹介したが、銘文の解読は手掛けなかった。
続いて歴史学者の古谷清が銘文の解釈を試みた。まず顕微鏡を用いて銘文を詳細に観察しながら文字起こしを行い、全部で68文字であるとした。その後、29文字を釈読し、残りの39文字は不明であるとして1912年に研究成果を発表した。その上で銀象嵌銘大刀は中国の魏で製作されたものであり、魏志倭人伝に記述されている魏の皇帝から下賜された刀であると推定し、江田船山古墳を卑弥呼本人ないし卑弥呼の一族か重臣の墳墓であると考えた。また古谷は1911年に江田船山古墳の現地調査を行っている。
1917年1月、考古学者の濱田耕作と梅原末治は江田船山古墳の現地調査を行った。現地調査と帝室博物館所蔵の出土品に関する分析をもとに、梅原は1922年に総合的な調査報告書を発表する。報告書では銀象嵌銘大刀については後藤守一、高橋健自による文字起こしと釈読結果に梅原自身の見解を加え、銘文の総字数は68字であるとして、うち56字を釈読した。梅原は当初、銀象嵌銘大刀は中国製との見解であった。高橋健自は大刀に記された大王は蓋鹵王であると考えたが、梅原も銘文の文体を再検討する中で中国製説を改めて朝鮮半島で作られたと判断し、字体から蓋鹵王ではなくて汾西王ではないかと推測した。

### 研ぎ出しによる冒頭部の判明
銀象嵌銘大刀の銘文がある棟の部分には、刀身と並行した形で砥石のようなもので研がれた痕が確認できる。実際にいつ研がれたのかについては記録に残っていないものの、当時のことを知る関係者から、大正時代末期に高橋健自の勧めで錆落としが行われ、その後、昭和に入ってから高橋は刀の砥師に銘文のある棟の部分を研がせたと伝えられている。この研ぎ出し作業後に撮影されたと考えられる1927年撮影の銘文の鮮明な写真には、現在知られている75字分にあたる文字が確認できる。研ぎ出し以前の研究では「鹵」の字より前の銘文の冒頭部分に関しては誰も触れておらず、冒頭部分は研ぎ出しによって初めて明らかになったものと考えられる。
銘文の冒頭部分が明らかになった後、1933年に福山敏男は後藤守一の協力を得て銀象嵌銘大刀を精査し、論文を発表した。論文の中で福山は銘文内の大王を「𤟱□□□歯大王」であるとして、銘文の冒頭部を「治天下𤟱宮（ミヅ）歯大王世」すなはち「タヂヒの宮に天の下治ろすミヅハの大王の世」と釈読して 反正天皇（蝮之水歯別：タジヒノミズハワケ・多遅比瑞歯別：タジヒノミツハワケ）であると主張した。また銘文内の用語や人名なども日本風であることを指摘して、銀象嵌銘大刀は5世紀前半末頃に日本で製作されたとした。この福山の説は支持を集め、定説化していく。

## 戦後の研究史
戦後、通説となった福山敏男による反正天皇説に対し、韓国、北朝鮮の研究者からの反論が出された。まず北朝鮮の歴史学者である金錫亨からは、通説の「𤟱□□□歯大王」の読みについて、反正天皇の諱を当てたのであれば「𤟱」ではなくて「蝮」であるべきなのに、銘文の偏は明らかに「犭」であり、また「歯」という漢字であると断定していること、そしてミズハワケのワケの字が表記されていない等の矛盾を指摘して、銀象嵌銘大刀は百済の蓋鹵王が北九州の王に与えたものであるとして、百済の勢力が九州の中部付近にまで及んでいたと主張した。
続いて在日朝鮮人の歴史学者である李進熙が、金錫亨が指摘した銘文と反正天皇の諱との齟齬とともに、1971年に発掘された武寧王陵の出土品と江田船山古墳の出土品との類似性を指摘した上で、江田船山古墳は反正天皇の時代と推定される5世紀前半期ではなくて、5世紀末から6世紀初頭に築造されたものであり、銀象嵌銘大刀に記された大王とは蓋鹵王であると主張し、「𤟱□□□歯大王」を反正天皇として5世紀前半にヤマト王権が九州まで支配下に置いていたとの説を恣意的なものであると批判した。韓国の研究者である姜仁求もやはり銀象嵌銘大刀に記された大王とは蓋鹵王であるとして、百済で大刀の製作に携わった人物が後に百済系の地方首長として江田船山古墳に葬られた際に副葬されたと考えた。
蓋鹵王説に対して福山敏男は銘文の第4字目は「𤟱」と読めるがこれは「蝮」の異体字とみなせるのではと主張し、「歯」であるか「鹵」であるかについては簡単には決め難いとしながらも、「歯」の文字とその前の2字は大王の名前または称号であると思われるため「弥都歯」と考えられるとした。またワケの表記が無いことに関しては福山はもともとワケは一種の尊称であり、反正天皇の本来の名前はミヅハであると考えていたため、矛盾とは言い難いとの指摘がなされた。そして歴史学者の川口勝康は、蓋鹵王の実名は慶司と伝えられていて、宋書にも余慶と記録されており、蓋鹵王は後に定められた諡号であるため、銀象嵌銘大刀に蓋鹵王の文字を刻むことは考えられないと批判した。歴史学者の平野邦雄も、蓋鹵王説はとうてい無理な説であるとしている。また歴史学者の坂元義種は反正天皇説の根拠となった釈読に疑問点があることを認めながらも、金錫亨の蓋鹵王説は「鹵」と読める文字から大王が蓋鹵王に当たるという以外見るべきものが無いとして、紀年の表記法と大王の名の表記が長いことから、やはり日本の大王の表記であると考えた。そして井上光貞は金錫亨の説は日本の学界に少なからぬ影響をもたらしており、特に読書界に対して相当な影響を与えたと指摘し、後述の稲荷山古墳出土の鉄剣銘文発見まで影響が続いたとしている。

### 稲荷山古墳の鉄剣銘文発見の影響

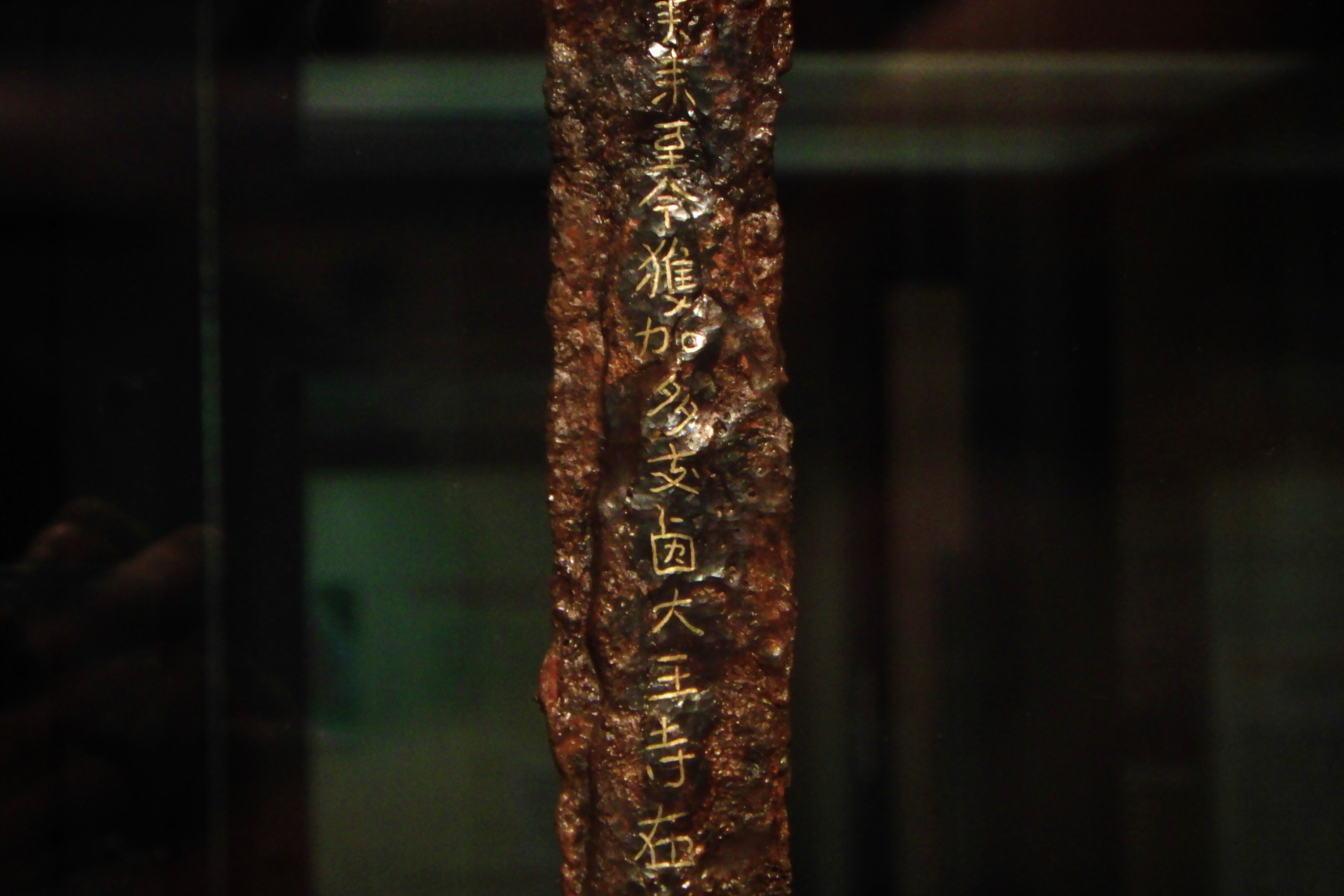
稲荷山古墳出土鉄剣の裏面に見られる「獲加多支鹵大王」の銘

1978年、埼玉県行田市の埼玉古墳群に属する稲荷山古墳から発掘されていた鉄剣に、金象嵌による115文字が刻まれていることが発見された。この金錯銘鉄剣には「獲加多支鹵大王」の文字が刻まれており、雄略天皇を指すワカタケル大王と釈読された。
金錯銘鉄剣の発見後、銀象嵌銘大刀の銘文も「獲□□□鹵大王」であり、ワカタケル大王すなわち雄略天皇のことを指すという説が唱えられるようになる。井上光貞、直木孝次郎、岸俊男、西嶋定生ら専門家が銀象嵌銘大刀の銘文の大王は「獲□□□鹵大王」であるとの説を唱えるようになり、このワカタケル大王説は有力な説となっていく。そのような中で銘文を詳しく調査した亀井正道は、「獲」とされた文字はやはり「𤟱」の可能性が高く、「獲」とはし難いのではないかとの判断を示した。
後述のように1991年度に銀象嵌銘大刀は修理が行われ、銀象嵌銘のクリーニング作業が実施された。クリーニング後、東野治之は銘文の釈読を行い、「獲」の文字については「𤟱」ではなくて「獲」の異体字と断定してよいとして、「獲□□□鹵大王」はほぼ間違いなく稲荷山古墳出土の金錯銘鉄剣と同一のワカタケル大王のことを指すとした。また「獲□□□鹵大王」に続く世に注目し、「大王世」という言い回しは古代の墓誌や万葉集に見られる表現から判断して、ワカタケル大王の時代を回顧する表現であり、銀象嵌銘大刀の製作時にはワカタケル大王は没していたと推定した。なお、東野の釈読に関しては、考古学研究者の鈴木勉は、強引な解釈や判読不能な文字を無理に読もうとしている部分がみられると批判している。鈴木、そしてやはり考古学研究者の福井卓造は、中でも後述の「八十練、（九）十振」の部分の「振」は「捃」と釈読するのが多数説であり、東野の釈読に無理があると指摘している。

## 解釈と評価

### 銘文の解釈

銀象嵌銘大刀銘文

銀象嵌銘大刀の75文字の銘文の第1字から第20字「台天下獲□□□鹵大王世、奉事典曹人名无（利）弖」を上段、第21字から第44字「八月中、用大鐵釜、 并四尺廷刀、八十練、（九）十振、三寸上好（刊）刀」を中段、第45字から第75字「服此刀者、長寿、子孫洋々、得□恩也、不失其所統、作刀者名伊太（和）、書者張安也」を下段とすると、上段と下段に関しては人名と吉祥句が多く、異論は残るものの、これまでの研究によって文意は比較的よく把握されている。
上段は「治天下ワカタケル大王の世、事へ奉る典曹人、名はムリテ」、「天の下治らしめししワカタケル大王の世、典曹に奉仕せし人、名はムリテ」といった読み下し文となる。
「台天下」の台の文字は、大刀の先端に近く幅が狭い部分であり、「治」の「氵」を象嵌する余地が全くないとは言えないもの表記が難しく、もともと象嵌されていた「氵」が読めなくなった可能性とともに、鏡の銘文に「治」の「氵」を省略して表記する例が見られることから、もともと省略されていた可能性があると考えられている。
ムリテは銀象嵌銘大刀を製作させた人物、ないしは所持者と考えられている。ムリテの職責とされる典曹については、典は書籍や法典を指し、曹には役所や裁判という意味があることから文官であると考えられ、法曹関連の業務を指すのではないかとの説や、中国での用例からみてヤマト王権内で経済系の職務を担った文官だったのではないかという説がある。
下段の部分は、「此の刀を服する者は、長寿にして子孫は汪々、其の恩を得る也、其の統ぶるところを失わず、作刀者の名はイタカ、筆者は張安なり。」。や、「此の刀を服する者は、長寿にして子孫は洋々、□恩を得る也、其の統ぶるところを失わず、刀を作る者、名はイタワ、書する者は張安なり。」といった読み下し文になる。
下段の中で東野治之による釈読の「得□恩也」は、「得王恩也」である可能性が指摘されている。「得王恩也」であれば銀象嵌銘大刀を所有するものは王の恩恵を得られ、その統治する土地を失わないという解釈となり、王とはヤマト王権の大王であることが想定される。そしてラストの「書者張安也」は全文の中でも特に大きな字で刻まれており、銘文の作者である張安の意志が反映されているとの説がある。またムリテ、イタカ（イタワ）の両名には「名は〜」といった表記がなされている。これは日本人の名前に漢字を当てはめたことを示していると考えられ、稲荷山古墳出土の金錯銘鉄剣にもみられる表記法である。一方、銘文の作成者である張安にはそのような表記が採用されなかったのは、張安とは姓名であることが明らかであったためと考えられる。張安は中国系の帰化人ないしその子孫であり、中国語を使いこなし、かつ日本語も堪能な人物であったことが想定される。
中段は内容的には銀象嵌銘大刀の製作月、作刀法についての記述であるが、判読困難な文字や判定に異説がある文字が多く、文意もつかみ難い。とりわけ「三寸」の解釈が難題とされる。
「八月中」は、文字通り8月に銀象嵌銘大刀を製作したことを示している。「用大鐵釜」は文字通り大鉄釜を用いるという解釈と、銀象嵌銘大刀の原料となった鉄のことを指すとの解釈がある。「并四尺廷刀」は、鉄を混合して四尺の廷刀を製作したとの解釈や、「廷」の字を「鋌」の金偏を省略したものであると判断して、大刀の原料である四尺の長さの鉄鋌を指すとする解釈がある。この解釈では大鉄釜と四尺廷刀の2種類の原料を混合して銀象嵌銘大刀を製作したと考える。続く「八十練、（九）十振」は鉄の鍛造の工程を表現したとの考えがあり、また「八十練、□十捃」と釈読してやはり鉄の鍛造の過程を表現したとして、「捃」には拾い集めるという意味があることから、鉄を小割にして選別する作業を繰り返したとの説もある。
最難解の「三寸」については、文字通り三寸という長さを指すとの説、「寸」は「時」を省略した字体であるとの説、「寸」は「才」に通じると考えられ、「三才」として三つの材料ないし三つの働きをもってと解釈し、刀の材料や鍛造の優秀さを示しているのではないかとの説、「寸」は「等」の略字であり、「三寸上好（刊）刀」で、作刀に最適な季節に最良の材料を用い、丹念な鍛造など高い技術を用いて作られた、三拍子揃った名刀という意味であるとの解釈がある。

### 銘文の評価
銀象嵌銘大刀は稲荷山古墳出土の金錯銘鉄剣、千葉県市原市の稲荷台1号墳から出土した「王賜」銘の鉄剣とともに5世紀頃の銘文を有する貴重な遺物である。また古代における銘文を象嵌した刀剣は数少ない。つまり銀象嵌銘大刀のように文字を象嵌した刀剣は日本では文献資料が希少な古代日本の数少ない文献資料のひとつである。また銀象嵌銘大刀の銘文には作刀法について触れられており、古代の技術に関わる文献として技術史面からみても重要な資料とされている。また古墳時代中期後半のものと考えられる銀象嵌銘大刀は稲荷山古墳の金錯銘鉄剣とともに、当時、筋立てのある文章を刻むことを想定しながら刀剣が製作されていたことがわかり、表記や表現をするために日本国内で文字の使用が始まっていたことを示す重要な資料である。
銀象嵌銘大刀を稲荷山古墳の金錯銘鉄剣と比較してみると、まず「八十練」に対して「百練」、「典曹人」に対して「杖刀人」など、使用されている用語に共通点があるとの指摘がある。使用されている用語の共通点は両者の製作時期が同時代であることを推測させる。しかし銀象嵌銘大刀に使用されている吉祥句が金錯銘鉄剣には見られないこと。銀象嵌銘大刀には刀の製作者と銘文の作者が記されているのに対し、金錯銘鉄剣には無いこと。そして金錯銘鉄剣が所持者の出自と経歴を主題としているのに対して、銀象嵌銘大刀の銘文は刀に関わる記述が大半を占めており、刀そのものが主題であるなどの相違点が指摘されている。
戦国時代から六朝時代にかけての中国製の刀剣の銘文、そして百済で製作されたと考えられる石上神宮所蔵の七支刀の銘文から、古代中国、朝鮮の刀剣の銘文には吉祥句が含まれており、銀象嵌銘大刀の銘文に吉祥句があるのは中国、朝鮮製の刀剣の銘文の例に従ったものと考えられる。また漢から六朝時代に製作された刀剣や鏡の銘文は効能が主題であり、所持者に関する各種の情報や製作理由を具体的に記す習慣は無く、稲荷山古墳の金錯銘鉄剣のみならず隅田八幡神社人物画像鏡、そして銀象嵌銘大刀も中国では墓誌などに記す記録を刀剣や鏡の銘文として記しており、逸脱がみられるとの指摘がある。文体に関しては国語学者の大野晋が、銀象嵌銘大刀の銘文は基本的に4、6文字で句としているのに対し、金錯銘鉄剣は5、7文字で句を形成していると指摘しており、四六体の銀象嵌銘大刀の銘文は漢文的であり、一方で五七体の金錯銘鉄剣は日本語化された面が強いとの意見があり、金錯銘鉄剣は単に日本語を漢字に書き並べたものであるのに対し、銀象嵌銘大刀は銘文の起草者として張安が名乗り出て来られるくらいの違いがあるとの指摘もある。そして銀象嵌銘大刀の主題が刀そのものであることに関しては、鋼を製造できるようになったことを顕彰する目的があったのではとの推測がある。
なお歴史学者の古谷毅は、文字を表記や表現をするために使用する前段階として、呪術的な機能を持つものとして認識されていたと主張している。古代に製作された刀剣類の中で銘文や文様が刻まれたものはごく少なかったと考えられ、そのような刀剣は神剣や霊剣として霊力を持つものとして認識されていたのではないかとの推測があり、古谷は銀象嵌銘大刀の吉祥句や文様は霊威性を表現したものではないかと考えている。

#### ムリテとヤマト王権
銀象嵌銘大刀は前述のようにムリテが製作者。ないしは所持者と考えられる。しかしムリテがいかなる人物であったのかということに関しては意見が分かれている。まずムリテはヤマト王権内の有力豪族の一人であり、配下に当たる肥後の豪族に銀象嵌銘大刀を与えたという説がある。白石太一郎はムリテはヤマト王権内で外交面に携わっていた大伴氏などの有力豪族の族長であり、配下であった菊池川流域の豪族が百済など対朝鮮半島外交で重要な役割を果たしていて、ムリテにとっても大切な大刀であった銀象嵌銘大刀を贈与し、江田船山古墳には銀象嵌銘大刀とともに百済系の豊富な副葬品が埋葬されることになったと考えている。山尾幸久は典曹人に任命されたムリテとは大伴室屋で、銀象嵌銘大刀の銘文は、部下の肥後の豪族である火君の帰郷に当たって餞別として贈った3本の大刀の由緒書に当たるものであると考えた。また水谷千秋は銀象嵌銘大刀はヤマト王権の大王から王権内の一文官であったムリテを通じて肥後の豪族に下賜されたものであり、当時、北九州一帯で磐井の勢力伸長が著しくなる中でヤマト王権が菊池川流域の首長を取り込む目的で、破格の待遇となる銘文付きの大刀を下賜したのではとの説を唱えている。
ヤマト王権とムリテとの関わりについては、直木孝次郎はムリテの典曹人、稲荷山古墳の金錯銘鉄剣の乎獲居臣の杖刀人のように、ヤマト王権の官職、官人には〇〇人という制度があったのではないかと考え、これを人制と名付け、雄略天皇の時代には官職制度が出来始めていたのではないかと推測している。川勝守は銀象嵌銘大刀は雄略天皇が九州の国造に下賜したことは明白であるとしていて、歴史学者の川口勝康も銀象嵌銘大刀はヤマト王権の大王が国内の身分秩序の確立を目指す政策の一環として、ワカタケル大王により下賜されたものと考えている。そして銀象嵌銘大刀の治天下、稲荷山古墳の金錯銘鉄剣の佐治天下という表現から、5世紀から6世紀のヤマト王権が天下を統治するという独自の中華思想を持ち始めていたとの説もある。この説に対しては中国では治天下という表現は王に使われるものであり、皇帝には同様の意味で御宇が使用されていて、日本でも天皇号が定着する8世紀以降は御宇という表現が定着していることから、治天下とは皇帝の臣下である王の統治を示す表現であって、日本独自の中華思想の現れとは言えないとの反論がある。
一方、篠川賢は、銀象嵌銘大刀は銘文の内容的に大刀を製作させたムリテの長寿や一族の繁栄を願ったものであり、製作者から他人に渡すものとは考えにくく、贈与や下賜されたと考えるのは無理があるのではないかと指摘している。また前述のように銀象嵌銘大刀と同タイプであると考えられる大刀2本があり、3本の大刀を同一の工房ないし刀工で製作し、同じ石棺内に副葬したという経過が想定され、このような状況で贈与や下賜があり得るのかという疑問も出されている。そして銀象嵌銘大刀を鋼の製造が可能となったことを顕彰する目的で製作されたと考える立場からは、ヤマト王権からの下賜はありえないとしている。平野邦雄も銀象嵌銘大刀は当事者ムリテがモニュメントとして製作したものであり、ヤマト王権側から贈与や下賜されたものではないと考えている。また佐藤信も、ムリテが配下の刀匠、象嵌の技術者、文筆能力のある渡来系の人物に銀象嵌銘大刀を製作させたことは間違いないと主張している。銀象嵌銘大刀は磐井と緊張関係にあるヤマト王権が懐柔目的で菊池川流域の首長に下賜されたという説に対しては、銀象嵌銘大刀の所有者である日置氏の祖にあたる首長は磐井側についており、前王朝の雄略天皇に奉仕していたことを銘文に記すなど、継体天皇の王権を認めていなかったとの解釈もある。

### 文様

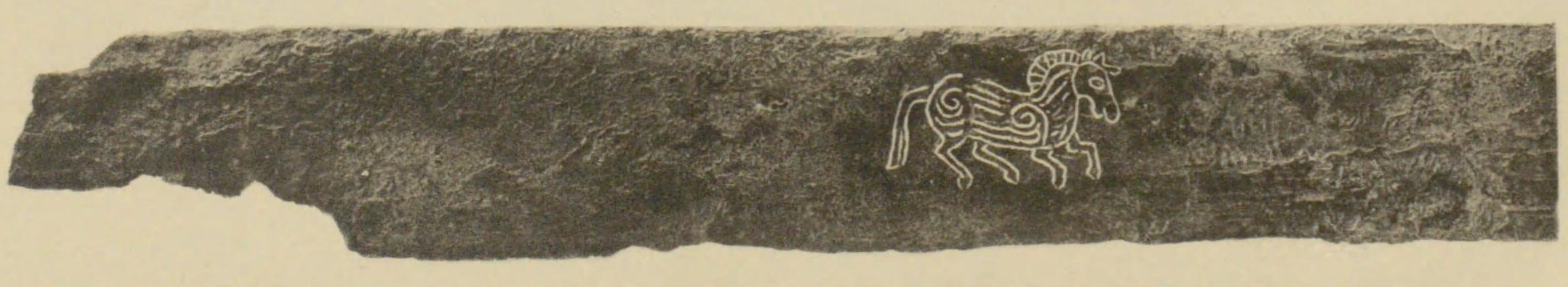
銀象嵌による馬と花の文様

銀象嵌銘大刀の銀象嵌による馬、鳥、魚、花の文様に関しては、前述のように1898年には福原岱郎が馬の文様はペガサスであると指摘し、考古学者の乙益重隆は、たてがみを切りそろえ、胴の部分に線状の模様で羽を表現したペガサスであるとしている。また考古学者の川西宏幸も、たてがみを強調した裸馬である馬のデザインからみてペガサスであると判断しているが、翼がみられないことからペガサスとすることに慎重な見方もある。川西は花の文様に関しては高句麗の古墳壁画などに描かれている蓮華であり、仏教的なモチーフであるとしており、馬も花も大陸、朝鮮半島系のデザインであると指摘している。
鳥に関しては、川西は鳥はくちばしの先端部が曲がった形態から鵜であると考えられ、鵜飼いを神事の一つとしていた日本的なモチーフであるとする。そして文様全体としては蓮華のもとで馬や魚、鳥が遊ぶ中国由来の神仙の世界を描いており、神事を象徴する鵜はその神仙世界の一員であり、銀象嵌銘大刀の文様は災いを避け福をもたらすデザインであると考えている。
また、魚のモチーフは古墳からしばしば出土する魚佩に繋がるもので、魚佩は文選に所収されている文章などから、書類を入れる袋を象徴するものではないかとの説があり、ムリテの職責とされる典曹が文官を指すと考えられることから、魚は文官を象徴するものではないかとの推測がある。また馬についても馬に関わる任務に基づく可能性が指摘されている。

### 象嵌と作刀
銀象嵌銘大刀の象嵌技法は糸象嵌である。糸象嵌とは象嵌技術の中では最も基本的なもので、鏨でV字状の溝を掘り、そこに銀線をはめ込んだ後にならし用の鏨で叩き、仕上げとしてやすりや砥石で研ぐ工程であり、日本の古墳時代のものである象嵌大刀は全て糸象嵌の技法で作られている。また象嵌大刀に使用される金属や鑿の技法に規則性、統一性がみられ、古墳時代の象嵌には厳格な決まりがあったと考えて、象嵌大刀はヤマト王権の工房で一括して製作され、各地の豪族に配布していたのではないかとの説がある。
また、銀象嵌銘大刀の文字、文様の象嵌には、直線ではなく円弧や曲線を彫り上げている部分が見られることから、円弧や曲線を彫り上げることが出来る鏨を使用していたとの説がある。この円弧や曲線を掘る技術を持つ工人は渡来系の技術者集団であり、各地を移動しつつ需要に応じていたとの推定がある。
前述のように銘文の主題は銀象嵌銘大刀そのものであると考えられ、作刀法に関する記述が銘文全体の約3割を占めている。銘文の中で、鋳鉄と炭素量の少ない鉄を混合することによって炭素の含有量を調節し、刀剣に適した鋼を製造していたことや、丹念な鍛造の工程とともに、鉄塊の中から刀剣に適した炭素量であり、かつ不純物が少ない部分を選び取る作業を行っていることを述べているとの説もある。

### 製作年代
銀象嵌銘大刀の製作年代に関しては、大刀本体についての分析によるものと、他の江田船山古墳出土品を通じてのアプローチがある。大刀本体の分析から導き出される製作年代の推定は、まず鎺本孔がある大刀は6世紀に入ってから製作されるようになり、6世紀後半から7世紀初頭が最盛期となるとの分析があり、銀象嵌銘大刀は6世紀初頭以降の製作ではないかとの説がある。また銀象嵌銘大刀と同タイプと考えられる直刀2本の茎の形態、そして銀象嵌銘大刀など3本の直刀の、長くかつ幅の広い刀身からも6世紀に入ってからの製作であるとの推定がなされている。しかし1990年代以降、須恵器など他の副葬品から5世紀代のものと考えられる、鎺本孔を持ち銀象嵌銘大刀と類似した形態の大刀が各地の古墳で確認されており、鎺本孔や大刀の形体論から6世紀代の製作を想定するのは無理があるとの指摘がある。
銀象嵌の花と魚の文様からも製作年代が推定されている。銀象嵌銘大刀の花の文様、魚の文様は精緻かつ丁寧なものであり、他の古墳から出土した類似の文様が刻まれた大刀よりも、先行して製作されたものであると推定されている。具体的には5世紀末から6世紀初頭に築造されたと推定されている福岡県の番塚古墳出土の大刀に刻まれている魚の象嵌に先行するものと考えられ、銀象嵌銘大刀は5世紀代の製作になるとの説がある。
江田船山古墳からは銀象嵌銘大刀以外にも豊富な副葬品が出土しており、各副葬品それぞれに製造年代の推定がなされている。副葬品は大きく分けて3種類の異なった年代のものがあり、埋葬は5世紀後半、6世紀初頭、6世紀半ば頃の3回行われたとの説と、年代的には新旧2回であり、埋葬も5世紀後半、6世紀初頭の2回であるとの説がある。銀象嵌銘大刀が形体的に6世紀代の製作であるとの説や、銘文の内容的にワカタケル大王没後の製作であるとの見立てから、510年から520年頃の2回目の埋葬時に副葬されたとの説が定説であったが、銀象嵌銘大刀の形体論から6世紀の製作を主張するのには無理があるとして製作時期が5世紀に遡るという説からは、470年代前後と考えられる初葬時の副葬である可能性も指摘されている。

## 修理保存について
銀象嵌銘大刀は、銀によって象嵌がなされていて文字部分に錆が出来やすい。しかし錆を落とす目的で研ぐと象嵌の剥落を起こす恐れがあると考えられたため、安全に錆を落とす方法が確立されるまでできる限り手を加えずに保存されていた。しかし銀象嵌の部分が黒ずみ文字の判読が困難となってきたため、対策が求められるようになった。また稲荷山古墳出土の金錯銘鉄剣の金象嵌銘文が確認された後、銀象嵌銘大刀の銘文のX線撮影を行ってはどうかとの意見が高まったが、棟の部分に銀象嵌が施されている銀象嵌銘大刀の場合、X線撮影で象嵌の文字を確認するのは困難であると考えられた。その後、銀象嵌銘大刀を修理する話が出されるようになったため、1989年度に修理の事前調査の位置づけでX線透過撮影を行ったところ、馬と花の銀象嵌の反対側の刀身に鳥と魚の象嵌が発見された。
鳥と魚の象嵌の発見は銀象嵌銘大刀の修理に追い風となった。1991年度から東京国立博物館の予算に金属器修理費の計上が認められることになり、初年度にまず銀象嵌銘大刀の修理が行われることになった。銀象嵌銘大刀は重要な文化財であり、学会にも影響を与える修理事業となるため、保存修理に関する学術面、技術面の検討を行う修理指導委員会が設けられ、修理指導委員会の検討結果に基づいて、東京国立文化財研究所が修理指導、科学調査そして修理後のケース作成の指導を行うことになった。
修理指導委員会の検討により、保存状態の良好な刀身については基本的に特段の保存措置は講じないことになった。既知の象嵌については銘文などを見やすくすることを目的としてクリーニングを行うことになり、銀線の浮いている象嵌に関してはアロンアルフアで止め、銀線が抜け落ちてしまった象嵌はそのままにして、象嵌部分に関しては最後にアクリル樹脂によるコーティングを行うことになった。新たに発見された鳥と魚の象嵌については、機械的な手段で錆を落とすことによって象嵌部の研ぎ出しを行い、最後にやはりアクリル樹脂によるコーティングを行うこととした。また非破壊の調査となるため、刀身と銀象嵌の鉄と銀の成分分析は見送られることになった。保存に関しては銀象嵌部分の腐食を防止するため、窒素を充填した密閉された保存ケース内で保存することになった。また東京国立博物館での展示状況を考慮して、保存ケースは据え置きのものとはせずに、移動可能なサイズのものとなった。
クリーニングの後、銀象嵌の銘文についての調査が行われた。象嵌部分は銀線の嵌入状況、象嵌が消失している部分には鏨の彫跡を顕微鏡で観察し、写真撮影と実測図で記録した。その後、調査結果に基づいて銘文の中で読みが困難である部分に関して再検討を行い、改めて釈読を実施した。また調査の中で銀象嵌が施されている棟に微量の赤色の付着物が発見され、分析の結果、硫化水銀であることが判明した。朱が銀象嵌銘大刀の製作時から付着していたかどうかは不明であり、他の江田船山古墳から出土した大刀からも朱の付着は確認されていない。